# 2. ŽNL Osječko-baranjska NS Valpovo – Donji Miholjac 2013./14.
Ligu je osvojila NK Drava Nard, ali je odustala od promocije u 1. ŽNL Osječko-baranjsku. Iz lige su u 3. ŽNL Osječko-baranjsku ispali NK Podravac Bistrinci i NK Slavonija Podgajci Podravski.

## Tablica
| Mj. | Klub                            | Sus. | Pobj. | Nerj. | Por. | GR.    | Bod. |
| --- | ------------------------------- | ---- | ----- | ----- | ---- | ------ | ---- |
| 1.  | NK Drava Nard                   | 30   | 18    | 7     | 5    | 66:33  | 61   |
| 2.  | NK Bratstvo Radikovci           | 30   | 16    | 5     | 9    | 53:38  | 53   |
| 3.  | NK Satnica                      | 30   | 16    | 4     | 10   | 57:39  | 52   |
| 4.  | NK Graničar Šljivoševci         | 30   | 14    | 8     | 8    | 45:31  | 50   |
| 5.  | NK Kućanci                      | 30   | 14    | 7     | 9    | 63:47  | 49   |
| 6.  | NK Zelčin                       | 30   | 14    | 7     | 9    | 64:50  | 49   |
| 7.  | NK Seljak Koška                 | 30   | 14    | 6     | 10   | 56:37  | 48   |
| 8.  | NK Mladost Črnkovci             | 30   | 12    | 7     | 11   | 59:45  | 43   |
| 9.  | NK Hajdin AG Cret               | 30   | 11    | 8     | 11   | 71:55  | 41   |
| 10. | NK Gat                          | 30   | 10    | 10    | 10   | 59:54  | 40   |
| 11. | NK Omladinac Petrijevci         | 30   | 10    | 10    | 10   | 63:64  | 40   |
| 12. | NK Dubrava Ivanovci             | 30   | 11    | 5     | 14   | 54:47  | 38   |
| 13. | NK Hajduk Marijanci             | 30   | 9     | 10    | 11   | 46:53  | 37   |
| 14. | NK Croatia Veliškovci           | 30   | 8     | 6     | 16   | 37:75  | 30   |
| 15. | NK Podravac Bistrinci           | 30   | 7     | 7     | 16   | 55:74  | 28   |
| 16. | NK Slavonija Podgajci Podravski | 30   | 1     | 3     | 26   | 15:121 | 6    |

## Rezultati
| NK Hajdin AG Cret - NK Podravac Bistrinci 4:1 NK Kućanci - NK Gat 0:2 NK Satnica - NK Hajduk Marijanci 4:1 NK Graničar Šljivoševci - NK Dubrava Ivanovci 1:0 NK Zelčin - NK Mladost Črnkovci 2:1 NK Drava Nard - NK Omladinac Petrijevci 2:1 NK Croatia Veliškovci - NK Bratstvo Radikovci 3:1 NK Slavonija Podgajci Podravski - NK Seljak Koška 1:3  | NK Slavonija Podgajci Podravski - NK Croatia Veliškovci 1:1 NK Bratstvo Radikovci - NK Drava Nard 1:0 NK Omladinac Petrijevci - NK Zelčin 0:2 NK Mladost Črnkovci - NK Graničar Šljivoševci 1:1 NK Dubrava Ivanovci - NK Satnica 1:2 NK Hajduk Marijanci - NK Kućanci 3:3 NK Gat - NK Hajdin AG Cret 2:1 NK Seljak Koška - NK Podravac Bistrinci 2:1 | NK Drava Nard - NK Slavonija Podgajci Podravski 5:0 NK Zelčin - NK Bratstvo Radikovci 2:3 NK Graničar Šljivoševci - NK Omladinac Petrijevci 3:2 NK Satnica - NK Mladost Črnkovci 2:1 NK Kućanci - NK Dubrava Ivanovci 0:0 NK Hajdin AG Cret - NK Hajduk Marijanci 5:0 NK Podravac Bistrinci - NK Gat 2:6 NK Croatia Veliškovci - NK Seljak Koška 1:3  |
| NK Slavonija Podgajci Podravski - NK Zelčin 4:3 NK Croatia Veliškovci - NK Drava Nard 0:4 NK Bratstvo Radikovci - NK Graničar Šljivoševci 0:3 NK Omladinac Petrijevci - NK Satnica 4:1 NK Mladost Črnkovci - NK Kućanci 2:1 NK Dubrava Ivanovci - NK Hajdin AG Cret 2:2 NK Hajduk Marijanci - NK Podravac Bistrinci 0:3 NK Seljak Koška - NK Gat 1:1  | NK Graničar Šljivoševci - NK Slavonija Podgajci Podravski 0:0 NK Zelčin - NK Croatia Veliškovci 1:0 NK Satnica - NK Bratstvo Radikovci 2:1 NK Kućanci - NK Omladinac Petrijevci 5:2 NK Hajdin AG Cret - NK Mladost Črnkovci 2:1 NK Podravac Bistrinci - NK Dubrava Ivanovci 1:3 NK Gat - NK Hajduk Marijanci 0:0 NK Drava Nard - NK Seljak Koška 2:1 | NK Slavonija Podgajci Podravski - NK Satnica 0:5 NK Croatia Veliškovci - NK Graničar Šljivoševci 2:2 NK Drava Nard - NK Zelčin 1:1 NK Bratstvo Radikovci - NK Kućanci 0:0 NK Omladinac Petrijevci - NK Hajdin AG Cret 1:1 NK Mladost Črnkovci - NK Podravac Bistrinci 1:1 NK Dubrava Ivanovci - NK Gat 3:1 NK Seljak Koška - NK Hajduk Marijanci 1:1  |
| NK Kućanci - NK Slavonija Podgajci Podravski 5:0 NK Satnica - NK Croatia Veliškovci 6:0 NK Graničar Šljivoševci - NK Drava Nard 2:1 NK Hajdin AG Cret - NK Bratstvo Radikovci 3:1 NK Podravac Bistrinci - NK Omladinac Petrijevci 4:4 NK Gat - NK Mladost Črnkovci 2:2 NK Hajduk Marijanci - NK Dubrava Ivanovci 0:4 NK Zelčin - NK Seljak Koška 2:1  | NK Slavonija Podgajci Podravski - NK Hajdin AG Cret 2:2 NK Croatia Veliškovci - NK Kućanci 0:3 NK Drava Nard - NK Satnica 3:0 NK Zelčin - NK Graničar Šljivoševci 2:0 NK Bratstvo Radikovci - NK Podravac Bistrinci 5:1 NK Omladinac Petrijevci - NK Gat 2:1 NK Mladost Črnkovci - NK Hajduk Marijanci 1:0 NK Seljak Koška - NK Dubrava Ivanovci 0:1 | NK Podravac Bistrinci - NK Slavonija Podgajci Podravski 8:0 NK Hajdin AG Cret - NK Croatia Veliškovci 2:0 NK Kućanci - NK Drava Nard 1:1 NK Satnica - NK Zelčin 2:1 NK Gat - NK Bratstvo Radikovci 0:1 NK Hajduk Marijanci - NK Omladinac Petrijevci 2:0 NK Dubrava Ivanovci - NK Mladost Črnkovci 0:1 NK Graničar Šljivoševci - NK Seljak Koška 1:0  |
| NK Slavonija Podgajci Podravski - NK Gat 2:5 NK Croatia Veliškovci - NK Podravac Bistrinci 2:1 NK Drava Nard - NK Hajdin AG Cret 4:3 NK Zelčin - NK Kućanci 4:3 NK Graničar Šljivoševci - NK Satnica 0:1 NK Bratstvo Radikovci - NK Hajduk Marijanci 3:1 NK Omladinac Petrijevci - NK Dubrava Ivanovci 4:2 NK Seljak Koška - NK Mladost Črnkovci 2:1  | NK Hajduk Marijanci - NK Slavonija Podgajci Podravski 1:0 NK Gat - NK Croatia Veliškovci 3:0 NK Podravac Bistrinci - NK Drava Nard 0:1 NK Hajdin AG Cret - NK Zelčin 1:1 NK Kućanci - NK Graničar Šljivoševci 3:1 NK Dubrava Ivanovci - NK Bratstvo Radikovci 1:2 NK Mladost Črnkovci - NK Omladinac Petrijevci 3:3 NK Satnica - NK Seljak Koška 2:0 | NK Slavonija Podgajci Podravski - NK Dubrava Ivanovci 1:4 NK Croatia Veliškovci - NK Hajduk Marijanci 2:2 NK Drava Nard - NK Gat 0:0 NK Zelčin - NK Podravac Bistrinci 7:1 NK Graničar Šljivoševci - NK Hajdin AG Cret 0:0 NK Satnica - NK Kućanci 1:0 NK Bratstvo Radikovci - NK Mladost Črnkovci 2:2 NK Seljak Koška - NK Omladinac Petrijevci 3:1  |
| NK Mladost Črnkovci - NK Slavonija Podgajci Podravski 7:1 NK Dubrava Ivanovci - NK Croatia Veliškovci 6:0 NK Hajduk Marijanci - NK Drava Nard 2:2 NK Gat - NK Zelčin 5:1 NK Podravac Bistrinci - NK Graničar Šljivoševci 2:2 NK Hajdin AG Cret - NK Satnica 0:1 NK Omladinac Petrijevci - NK Bratstvo Radikovci 0:1 NK Kućanci - NK Seljak Koška 1:0  | NK Slavonija Podgajci Podravski - NK Omladinac Petrijevci 2:8 NK Croatia Veliškovci - NK Mladost Črnkovci 1:3 NK Drava Nard - NK Dubrava Ivanovci 2:1 NK Zelčin - NK Hajduk Marijanci 3:1 NK Graničar Šljivoševci - NK Gat 1:2 NK Satnica - NK Podravac Bistrinci 3:0 NK Kućanci - NK Hajdin AG Cret 2:0 NK Seljak Koška - NK Bratstvo Radikovci 1:2 | NK Bratstvo Radikovci - NK Slavonija Podgajci Podravski 5:1 NK Omladinac Petrijevci - NK Croatia Veliškovci 4:1 NK Mladost Črnkovci - NK Drava Nard 5:0 NK Dubrava Ivanovci - NK Zelčin 0:2 NK Hajduk Marijanci - NK Graničar Šljivoševci 2:2 NK Gat - NK Satnica 4:4 NK Podravac Bistrinci - NK Kućanci 2:3 NK Hajdin AG Cret - NK Seljak Koška 1:4  |
| NK Podravac Bistrinci - NK Hajdin AG Cret 1:1 NK Gat - NK Kućanci 2:2 NK Hajduk Marijanci - NK Satnica 4:2 NK Dubrava Ivanovci - NK Graničar Šljivoševci 0:2 NK Mladost Črnkovci - NK Zelčin 3:0 NK Omladinac Petrijevci - NK Drava Nard 1:1 NK Bratstvo Radikovci - NK Croatia Veliškovci 2:2 NK Seljak Koška - NK Slavonija Podgajci Podravski 4:0  | NK Croatia Veliškovci - NK Slavonija Podgajci Podravski 4:0 NK Drava Nard - NK Bratstvo Radikovci 2:1 NK Zelčin - NK Omladinac Petrijevci 1:2 NK Graničar Šljivoševci - NK Mladost Črnkovci 1:0 NK Satnica - NK Dubrava Ivanovci 1:0 NK Kućanci - NK Hajduk Marijanci 2:2 NK Hajdin AG Cret - NK Gat 3:1 NK Podravac Bistrinci - NK Seljak Koška 0:5 | NK Slavonija Podgajci Podravski - NK Drava Nard 0:2 NK Bratstvo Radikovci - NK Zelčin 4:1 NK Omladinac Petrijevci - NK Graničar Šljivoševci 0:0 NK Mladost Črnkovci - NK Satnica 0:0 NK Dubrava Ivanovci - NK Kućanci 2:0 NK Hajduk Marijanci - NK Hajdin AG Cret 3:1 NK Gat - NK Podravac Bistrinci 2:2 NK Seljak Koška - NK Croatia Veliškovci 4:0  |
| NK Zelčin - NK Slavonija Podgajci Podravski 6:0 NK Drava Nard - NK Croatia Veliškovci 3:0 NK Graničar Šljivoševci - NK Bratstvo Radikovci 0:0 NK Satnica - NK Omladinac Petrijevci 1:1 NK Kućanci - NK Mladost Črnkovci 4:2 NK Hajdin AG Cret - NK Dubrava Ivanovci 3:3 NK Podravac Bistrinci - NK Hajduk Marijanci 2:2 NK Gat - NK Seljak Koška 3:1  | NK Slavonija Podgajci Podravski - NK Graničar Šljivoševci 0:5 NK Croatia Veliškovci - NK Zelčin 1:1 NK Bratstvo Radikovci - NK Satnica 1:0 NK Omladinac Petrijevci - NK Kućanci 2:1 NK Mladost Črnkovci - NK Hajdin AG Cret 2:5 NK Dubrava Ivanovci - NK Podravac Bistrinci 1:1 NK Hajduk Marijanci - NK Gat 1:0 NK Seljak Koška - NK Drava Nard 1:0 | NK Satnica - NK Slavonija Podgajci Podravski 4:0 NK Graničar Šljivoševci - NK Croatia Veliškovci 2:0 NK Zelčin - NK Drava Nard 2:2 NK Kućanci - NK Bratstvo Radikovci 2:0 NK Hajdin AG Cret - NK Omladinac Petrijevci 10:1 NK Podravac Bistrinci - NK Mladost Črnkovci 2:0 NK Gat - NK Dubrava Ivanovci 4:5 NK Hajduk Marijanci - NK Seljak Koška 1:1 |
| NK Slavonija Podgajci Podravski - NK Kućanci 0:10 NK Croatia Veliškovci - NK Satnica 2:0 NK Drava Nard - NK Graničar Šljivoševci 4:1 NK Bratstvo Radikovci - NK Hajdin AG Cret 3:2 NK Omladinac Petrijevci - NK Podravac Bistrinci 4:0 NK Mladost Črnkovci - NK Gat 6:0 NK Dubrava Ivanovci - NK Hajduk Marijanci 1:2 NK Seljak Koška - NK Zelčin 0:0 | NK Hajdin AG Cret - NK Slavonija Podgajci Podravski 3:0 NK Kućanci - NK Croatia Veliškovci 3:1 NK Satnica - NK Drava Nard 0:2 NK Graničar Šljivoševci - NK Zelčin 2:1 NK Podravac Bistrinci - NK Bratstvo Radikovci 3:0 NK Gat - NK Omladinac Petrijevci 3:3 NK Hajduk Marijanci - NK Mladost Črnkovci 1:2 NK Dubrava Ivanovci - NK Seljak Koška 4:0 | NK Slavonija Podgajci Podravski - NK Podravac Bistrinci 0:3 NK Croatia Veliškovci - NK Hajdin AG Cret 2:1 NK Drava Nard - NK Kućanci 0:0 NK Zelčin - NK Satnica 3:2 NK Bratstvo Radikovci - NK Gat 0:0 NK Omladinac Petrijevci - NK Hajduk Marijanci 2:0 NK Mladost Črnkovci - NK Dubrava Ivanovci 1:0 NK Seljak Koška - NK Graničar Šljivoševci 2:1  |
| NK Gat - NK Slavonija Podgajci Podravski 3:0 NK Podravac Bistrinci - NK Croatia Veliškovci 5:1 NK Hajdin AG Cret - NK Drava Nard 2:5 NK Kućanci - NK Zelčin 3:2 NK Satnica - NK Graničar Šljivoševci 1:3 NK Hajduk Marijanci - NK Bratstvo Radikovci 3:1 NK Dubrava Ivanovci - NK Omladinac Petrijevci 3:3 NK Mladost Črnkovci - NK Seljak Koška 3:1  | NK Slavonija Podgajci Podravski - NK Hajduk Marijanci 0:3 NK Croatia Veliškovci - NK Gat 3:2 NK Drava Nard - NK Podravac Bistrinci 5:1 NK Zelčin - NK Hajdin AG Cret 3:2 NK Graničar Šljivoševci - NK Kućanci 3:0 NK Bratstvo Radikovci - NK Dubrava Ivanovci 3:0 NK Omladinac Petrijevci - NK Mladost Črnkovci 1:1 NK Seljak Koška - NK Satnica 1:1 | NK Dubrava Ivanovci - NK Slavonija Podgajci Podravski 3:0 NK Hajduk Marijanci - NK Croatia Veliškovci 5:0 NK Gat - NK Drava Nard 1:2 NK Podravac Bistrinci - NK Zelčin 2:3 NK Hajdin AG Cret - NK Graničar Šljivoševci 3:2 NK Kućanci - NK Satnica 2:0 NK Mladost Črnkovci - NK Bratstvo Radikovci 1:2 NK Omladinac Petrijevci - NK Seljak Koška 2:4  |
| NK Slavonija Podgajci Podravski - NK Mladost Črnkovci 0:3 NK Croatia Veliškovci - NK Dubrava Ivanovci 4:2 NK Drava Nard - NK Hajduk Marijanci 3:1 NK Zelčin - NK Gat 2:2 NK Graničar Šljivoševci - NK Podravac Bistrinci 3:0 NK Satnica - NK Hajdin AG Cret 4:1 NK Bratstvo Radikovci - NK Omladinac Petrijevci 4:0 NK Seljak Koška - NK Kućanci 6:0  | NK Omladinac Petrijevci - NK Slavonija Podgajci Podravski 3:0 NK Mladost Črnkovci - NK Croatia Veliškovci 1:2 NK Dubrava Ivanovci - NK Drava Nard 2:1 NK Hajduk Marijanci - NK Zelčin 2:2 NK Gat - NK Graničar Šljivoševci 2:0 NK Podravac Bistrinci - NK Satnica 3:1 NK Hajdin AG Cret - NK Kućanci 5:1 NK Bratstvo Radikovci - NK Seljak Koška 1:2 | NK Slavonija Podgajci Podravski - NK Bratstvo Radikovci 0:3 NK Croatia Veliškovci - NK Omladinac Petrijevci 2:2 NK Drava Nard - NK Mladost Črnkovci 6:2 NK Zelčin - NK Dubrava Ivanovci 3:0 NK Graničar Šljivoševci - NK Hajduk Marijanci 1:0 NK Satnica - NK Gat 4:0 NK Kućanci - NK Podravac Bistrinci 3:2 NK Seljak Koška - NK Hajdin AG Cret 2:2  |